# Baricitinib
El baricitinib, que es ven amb la marca Olumiant, és un medicament per al tractament de l'artritis reumatoide (AR) en adults la malaltia de la qual no estava ben controlada mitjançant medicaments contra la AR anomenats antagonistes del factor de necrosi tumoral (TNF). Actua com a inhibidor de la cinasa Janus (JAK), bloquejant els subtipus JAK1 i JAK2. El medicament està aprovat per al seu ús a la Unió Europea i als Estats Units.